# Berlinpass
Der Berlinpass (offizielle Schreibweise: berlinpass) war ein Sozialpass, welcher von den Berliner Bürgerämtern ausgegeben wurde und die anerkannte Bedürftigkeit gegenüber Dritten dokumentierte. Der Pass sollte Berlinern, die Leistungen nach SGB II, SGB XII, AsylbLG oder Wohngeld beziehen die Teilhabe am sozialen und kulturellen Leben in der Stadt erleichtern. Seit Anfang Januar 2009 war der Berlinpass in Form eines aufklappbaren Papiers im Scheckkartenformat  erhältlich. Er sollte dazu beitragen, bisherige Leistungen der Behörden zu bündeln und die Verwaltung zu vereinfachen. Die Gültigkeitsdauer des Berlinpasses hing von der Bewilligungsdauer der Sozialleistung ab, die den Anspruch auf das Dokument begründete.
Zum 31. Dezember 2022 wurde der Berlinpass abgeschafft und durch eine VBB Kundenkarte Berlin S ersetzt. Der Verkehrsbetrieb stellte das Dokument auf Antrag der Leistungsberechtigten aus, die hierzu vom Leistungsträger einen gesonderten Bescheid mit einem QR-Code erhielten. Die Umsetzung litt allerdings auch 2024 noch an erheblichen Defiziten. Noch gültige Berlinpässe konnten bis Juni 2023 weiterbenutzt werden.
Ab 30. September 2024 bzw. 1. Januar 2025 wird auch die VBB-Kundenkarte Berlin S wieder abgeschafft. Das Berlin-Ticket S ist dann in Kombination mit einem gültigen Leistungsbescheid oder Leistungsnachweis und einem amtlichen Ausweisdokument gültig. Diese Dokumente müssen bei Kontrollen zusammen mit dem Berlin-Ticket S vorgelegt werden. Angaben zur Leistungshöhe usw. können geschwärzt werden, erkennbar sein müssen der Briefkopf der Sozialbehörde, der Titel des Schreibens (Bewilligungs- / Leistungsbescheid), Name und Vorname der leistungsberechtigten Person sowie der jeweilige Bewilligungszeitraum.
Der berlinpass-BuT für Kinder, Jugendliche und junge Erwachsene, der ihnen die Leistungen aus dem Bildung und Teilhabe-Paket ermöglicht, existiert weiterhin. Um den berlinpass-BuT zu bekommen, muss eine Kitabescheinigung/Betreuungsvertrag oder Schulbescheinigung/Schülerausweis bei der Leistungsbehörde eingereicht werden.

## Empfangsberechtigte
Im Jahr 2018 gab es etwa 600.000 Empfangsberechtigte.
Der Berlinpass stand Personen zu, die in Berlin ihren Hauptwohnsitz haben und folgende Leistungen erhalten:
- Arbeitslosengeld II bzw. Sozialgeld (Hartz IV) nach dem SGB II
- Sozialhilfe oder Grundsicherung im Alter und bei Erwerbsminderung nach dem SGB XII
- Leistungen nach dem Asylbewerberleistungsgesetz
- Die Mitglieder der Bedarfsgemeinschaft eines Leistungsempfängers (z. B. Familienangehörige)

Im Jahr 2017 wurden insgesamt ca. 472.000 Berlinpässe ausgestellt.
Zum 1. Februar 2018 wurde der Kreis der Berechtigten um die Bezieher von Wohngeld und Opferpension erweitert.

## Leistungen
Bei Vorlage des Berlinpasses konnte der Inhaber Ermäßigungen für Opern, Theater, Konzerthäuser, Museen, Bäder, Zoo, Tierpark, Volkshochschulen und andere Einrichtungen erhalten. Zudem konnten gänzlich kostenlose Angebote in Anspruch genommen werden (z. B. Bibliotheksausweis zur Ausleihe beim Verbund Öffentlicher Bibliotheken von Berlin (VÖBB)). Weiterhin galt der Berlinpass als Voraussetzung für das Sozialticket der BVG und S-Bahn, das Berlin-Ticket S.

## Ausgabe
Der Berlinpass wurde von den Bürgerämtern der Berliner Bezirksämter ausgestellt. Zur Ausstellung eines Berlinpasses war der Bescheid der zuständigen Behörde über die Bewilligung von Arbeitslosengeld II, Sozialgeld, Wohngeld oder Opferpension erforderlich. Weiterhin musste ein Passfoto und ein Identitätsnachweis vorgelegt werden (Personalausweis oder Reisepass).
Asylbewerber, die Leistungen nach dem Asylbewerberleistungsgesetz vom Landesamt für Gesundheit und Soziales Berlin erhielten, bekamen den berlinpass dort. Asylbewerber mussten ihre Aufenthaltsgestattung vorlegen. Nach sechs bis zwölf Monaten konnte der Pass bei Vorlage einer Bescheinigung, die die Berechtigung dokumentierte, dreimal verlängert werden. Danach musste ein neuer Pass ausgestellt werden.